# 孫仁 (景泰進士)
孫仁（？年—？年），字世榮，號恕齋，南直隸池州府貴池縣人，明朝政治人物。進士出身。

## 生平
正統十二年（1447年）應天府鄉試第七十三名。景泰二年（1451年）登辛未科第二甲第十九名進士。歷官戶、工二部主事，陞順慶府知府，改西安府知府，遷陝西布政司左參政，左布政使，陞都察院右副都御史，巡撫四川，後轉戶部左侍郎。

## 著作
著有《東山稿》八卷，併《行臺奏議》二十卷藏于家。

## 家族
曾祖父孫子芳；祖父孫伯明；父孫玘。